# Jade (Harlequin)
 (octobre 2023).
Si vous disposez d'ouvrages ou d'articles de référence ou si vous connaissez des sites web de qualité traitant du thème abordé ici, merci de compléter l'article en donnant les références utiles à sa vérifiabilité et en les liant à la section « Notes et références ».
Jade est une ancienne collection littéraire française de romances historiques et contemporaines en semi-poche et grand format, créée par les éditions Harlequin en 2004. Elle était considérée comme étant une « nouvelle collection moderne et branchée » avec la particularité d'être présente, en plus des supermarchés, dans les grandes enseignes culturelles type Fnac ou ex-Virgin Megastore. 

## Liste des titres parus
- Jennifer Blake, Une liaison scandaleuse
- Nicola Cornick, Lady ou courtisane
- Margot Dalton, Une femme sans passé
- Jillian Hart, L'enfant des moissons
- Kate Hoffmann, Destins d'Irlande
- Kate Hoffmann, Fille d'Irlande
- Fiona Hood-Stewart, A l’ombre des magnolias
- Brenda Joyce, Lady Rebelle
- Brenda Joyce, La tentation de Lady Blanche
- Helen Kirkman, Esclave et prince
- Elizabeth Lane, Une passion africaine
- Merline Lovelace, La maîtresse du capitaine
- Debbie Macomber, Le printemps des rêves
- Debbie Macomber, Retour à Blossom Street
- Debbie Macomber, La saison des roses
- Debbie Macomber, Au fil des jours à Blossom Street
- Debbie Macomber, Un printemps à Blossom Street
- Debbie Macomber, Le jardin de Susannah
- Debbie Macomber, Un été à Cranberry Point
- Debbie Macomber, Un parfum de bonheur
- Susan Mallery, Le rêve de Gracie
- Susan Mallery, Un parfum d'été
- Kat Martin, Lady Mystère
- Kat Martin, La maîtresse du corsaire
- Sandra Marton, Penny Jordan, Ann Major et Jan Colley, Un vœu pour Noël
- Curtiss Ann Matlock, Sur la route de Houston
- Mary Alice Monroe, Dans l'ombre du secret
- Brenda Novak, L'héritière du manoir
- Brenda Novak, L'écho du souvenir
- Diana Palmer, Le voile du passé
- Tara Taylor Quinn, Le cadeau d'une vie
- Emilie Richards, Le chemin de l'espoir
- Nora Roberts, Au feu de la passion
- Rosemary Rogers, La maîtresse du rajah
- Rosemary Rogers, Lady Sapphire
- Rosemary Rogers, Le sabre et la soie
- Rosemary Rogers, Nuits de satin
- Rosemary Rogers, La vengeance d'une lady
- Emilie Rose, La maîtresse du corsaire
- Emilie Rose, L'honneur des Kincaid
- Dallas Schulze, L'appel de l'aube
- Erica Spindler, Le fruit défendu
- Erica Spindler, L'ombre pourpre
- Erica Spindler, Parfum de Louisiane
- Erica Spindler, La blessure du passé
- Erica Spindler, Un parfum de magnolia
- Erica Spindler, Les couleurs de l'aube
- Lyn Stone, La Dame de FernstoweDéjà paru dans la coll. « Les Historiques », n°221, sous le titre Le chevalier du roi
- Cathy Gillen Thacker, L'héritière secrète
- Susan Wiggs, Les amants du Pacifique
- Susan Wiggs, Un printemps en Virginie
- Susan Wiggs, Le rêve de Leah
- Susan Wiggs, Le refuge du lac des Saules
- Susan Wiggs, Les amants de l'été
- Susan Wiggs, La promesse d'un été
- Bronwyn Williams, L'île aux tempêtes
- Cathy Williams, Olivia Gates, India Grey, Kelly Hunter et Carol Grace, Passions d'été
- Sherryl Woods, La Maison Bleue
- Sherryl Woods, Un jardin sur l'Atlantique
- Sherryl Woods, La maison de la baie
- Sherryl Woods, La promesse d'une rose
- Sherryl Woods, L'aube des promesses
- Karen Young, Le fils du destin
- Karen Young, L'innocence bafouée